# Абакуми (Лоєвський район)
Абакуми (біл. Абакумы) — село в Карповській сільраді Лоєвський району Гомельської області Білорусі.
Поруч пам'ятники природи місцевого значення — діброви Свіраж і Вербуж.

## Географія

### Розташування
За 7 км на північний схід від Лоєва, 55 км від залізничної станції Річиця (на лінії Гомель — Калинковичі), 78 км від Гомеля.

## Транспортна мережа
Транспортні зв'язки по просілковій, потім автомобільній дорозі Лоєв — Річиця. Планування складається з дугоподібної вулиці, орієнтованої з південного заходу на північний схід. Забудова двостороння, дерев'яна, садибного типу.

## Історія
Виявлений археологами курганний могильник (23 насипи, за 0,7 км на захід від села, в урочищі Кордон) свідчить про заселення цих місць з давніх часів. Згідно з письмовими джерелами відоме з XVIII століття, а як село в Білицькому повіті Могилевської губернії. У 1816 році в Хоминській економії Гомельського маєтку графа П. А. Рум'янцева-Задунайського. За переписом 1897 року діяв хлібозапасний магазин. У 1909 році 590 десятин землі, у Дятловицькій волості Гомельського повіту.
У 1926 році працювали поштовий пункт, школа. З 8 грудня 1926 року до 30 грудня 1927 центр Абакумовскої сільради Дятловський району Гомельського округу. У 1930 році організований колгосп «Перемога», працювала кузня. Під час Німецько-радянської війни німці створили в селі гарнізон, розгромлений партизанами. У жовтні 1943 року карателі спалили 71 двір. Згідно з переписом 1959 року в складі радгоспу «Карпівка» (центр — село Карпівка). Розташовувалися Первомайське лісництво, клуб, бібліотека, фельдшерсько-акушерський пункт.

## Населення

### Чисельність
- 1999 рік — 93 господарства, 148 мешканців.

### Динаміка
- 1788–154 мешканця.
- 1798–172 мешканця.
- 1816 рік — 41 двір, 183 мешканця.
- 1897 рік — 60 дворів, 374 мешканця (згідно з переписом).
- 1909 рік — 69 дворів, 443 мешканця.
- 1926 рік — 136 дворів, 709 мешканців.
- 1959 рік — 653 мешканця (згідно з переписом).
- 1999 рік — 93 господарства, 148 мешканців.